# Хохвальд (Золотурн)
Хохвальд (нем. Hochwald SO) — коммуна в Швейцарии, в кантоне Золотурн. 
Входит в состав округа Дорнек. Население составляет 1237 человек (на 31 декабря 2007 года). Официальный код — 2475.